# 200 mètres masculin aux championnats du monde d'athlétisme 1997
Navigation
Göteborg 1995 Séville 1999
L'épreuve du 200 mètres masculin des championnats du monde d'athlétisme 1997 s'est déroulée du 6 au 8 août 1997 au Stade olympique d'Athènes, en Grèce. Elle est remportée par le Trinidadien Ato Boldon.

## Résultats

### Finale
| Rang               | Athlète                  | Pays              | Temps   | Notes |
| ------------------ | ------------------------ | ----------------- | ------- | ----- |
| Médaille d'or      | Ato Boldon               | Trinité-et-Tobago | 20 s 04 |       |
| Médaille d'argent  | Frankie Fredericks       | Namibie           | 20 s 23 |       |
| Médaille de bronze | Claudinei da Silva       | Brésil            | 20 s 26 |       |
| 4                  | Iván García              | Cuba              | 20 s 31 |       |
| 5                  | Yeóryios Panayiotópoulos | Grèce             | 20 s 32 |       |
| 6                  | Obadele Thompson         | Barbade           | 20 s 37 |       |
| 7                  | Jon Drummond             | États-Unis        | 20 s 44 |       |
| 8                  | Patrick Stevens          | Belgique          | 20 s 44 |       |

## Légende
Records et Performances
- AR : Record continental (area record)
- CR : Record des championnats (championship record)
- MR : Record du meeting (meet record)
- NR : Record national (national record)
- OR : Record olympique (olympic record)
- PR : Record paralympique (paralympic record)
- PB : Record personnel (personal best)
- SB : Meilleure performance personnelle de la saison (season's best)
- WL : Meilleure performance mondiale de l'année (world leader)
- WJR : Record du monde junior (world junior record)
- WR : Record du monde (world record)

Circonstances et Conditions
- DNF : N'a pas terminé (did not finish)
- DNS : N'a pas pris le départ (did not start)
- DQ : Disqualification (disqualification)
- NM : Aucun essai valable enregistré (No Mark)
- Q : Qualifié « directement » au prochain tour (ou à la prochaine compétition), lors d'une compétition majeure, grâce au classement ou à la réalisation des minima (automatic qualifier)
- q : Qualifié au prochain tour (ou à la prochaine compétition), lors d'une compétition majeure, grâce au repêchage ou à la réalisation de l'une des meilleures performances parmi celles des « non qualifiés directement » (grâce au meilleur temps ou à la meilleure distance par exemple) (secondary qualifier)